# Карл XIII
Карл XIII (швед. Karl XIII, Carl XIII; 7 октября 1748, Стокгольм, Швеция — 5 февраля 1818, Стокгольм) — король Швеции с 5 июня 1809 года, с 4 ноября 1814 года также и король Норвегии (как Карл II, см. шведско-норвежская уния) из Гольштейн-Готторпской династии.

## Биография
Второй сын короля Адольфа Фредрика, с 1772 года носил титул герцога Сёдерманландского (в русской  историографии также распространено устаревшее именнование на немецкий манер «Карл Зюдерманландский»).
Во время русско-шведской войны 1788—1790 в чине адмирала командовал шведским флотом в Эландском сражении 1789 года и (вместе с братом, Густавом III) в Выборгском сражении 1790 года.
По оценке сытинской «Военной энциклопедии» (1910-е годы): «Энергичный, но увлекающийся и неуравновешенный флотоводец, весьма похожий по пылкости характера и излишней горячности на своего брата Густава III, за все время своего командования флотом в эту войну не достиг на море никаких успехов, несмотря на хорошо подготовленный личный состав и отличное состояние материальной части. В своих столкновениях с нашим флотом Карл XIII имел постоянное превосходство в силах и каждый раз, благодаря неправильным тактическим приемам, терпел неудачи. Имея против себя Грейга, Круза и Чичагова, он за все время войны не выиграл ни одного сражения, хотя в некоторых из них имел все шансы на конечный успех. Ни один удар его не был доведен до конца; в большей части случаев сражения, в коих он командовал флотом (Гогландское, Красногорские, Эландское, Ревельское), кончались отступлением шведов. Типичным примером неправильности тактических приемов может служить последнее сражение, в котором, по плану Карла XIII, шведский флот атаковал эскадру Чичагова, стоявшую на якоре таким образом, что все его корабли, проходя по очереди мимо российских судов, подверглись долговременному сосредоточенному огню всей линии неприятеля. Манёвр этот стоил шведам двух потерянных судов (1 взято в плен и 1 выскочило из-за повреждений на камни) и нескольких сильно поврежденных.»
Увлекался оккультизмом. После убийства брата 10 мая (де-факто с 13 марта) 1792 года стал регентом Швеции (1792—1796) при несовершеннолетнем племяннике Густаве IV Адольфе и вёл довольно активную политику, в частности, приезжал в Петербург для переговоров о браке племянника с одной из внучек Екатерины II; во время этого приезда простой народ называл герцога Сёдерманландского «Сидором Ермолаевичем».

## Семья
Был женат на своей кузине Гедвиге Елизавете Шарлотте Гольштейн-Готторпской (1759—1818), от брака с которой имел двоих детей, умерших в младенчестве:
- Ловиза Гедвига (02.07.1797), мертворожденная.
- Карл Адольф[швед.] (04.07.1798—10.07.1798), умер, прожив всего неделю.

От связи с придворной дамой графиней Кристиной Августой Лёвенхильм фон Ферзен имел внебрачных сыновей:
- Густав Карл Фредрик (1771—1856) — граф, шведский военачальник и дипломат, участник Наполеоновских войн и Венского конгресса.
- Карл Аксель Лёвенхельм (1772—1861) — шведский дипломат, офицер и политический деятель, член кабинета министров Швеции в 1822—1839 гг.

Также имел двоих усыновлённых детей:
- Карл-Август (1768—1810) — урождённый принц Дании, сын Фредерика Кристиана I, герцога Швезвиг-Гольштейн-Зондербург-Августенбургского (1721—1794) и его супруги герцогини Шарлотты Амалии Шлезвиг-Гольштейн-Зондербург-Плёнской (1744—1770). Усыновлён Карлом XIII в 1809 году. Умер от инсульта.
- Карл XIV Юхан (1763—1844), кронпринц Швеции (1810—1818), маршал Франции в армии Наполеона I (1804—1810), урождённый Жан-Батист Жюль Бернадот, князь Понтекорво (1806—1810), сын адвоката Анри Бернадота (1711—1780) и Жанны де Сен-Венсан (1728—1809). Усыновлён Карлом XIII в 1810 году. Король Швеции и Норвегии в 1818—1844 гг.

## Король Швеции
После низложения Густава IV в 1809 году провозглашён королём Швеции, но к тому времени уже впал в слабоумие и реального влияния на политику не оказывал. Фактически власть была в руках аристократии, а после избрания наследником бездетного короля в 1810 году наполеоновского маршала Жана Батиста Бернадота, князя Понтекорво — у последнего и его ближайших сподвижников. 6 июня 1809 года принята действовавшая до 1974 конституция Швеции («Форма правления»), а также действующий до сих пор (с поправкой 1980 года) закон о престолонаследии. После кончины короля Швеции Карла XIII, Бернадот, ранее усыновлённый королём и выполнявший обязанности регента королевства, вступил на шведский престол как король Карл XIV Юхан, основав новую династию Бернадотов.

## Образ в кино
- «Удивительная судьба Дезире Клари[фр.]» (Франция, 1942) — актёр Роже Венсан[фр.]